# Conacul Nicolau din Brazii de Sus
Conacul Nicolau din Brazii de Sus este un monument istoric aflat pe teritoriul satului Brazii de Sus, comuna Brazi.